# Sonde de Kiel

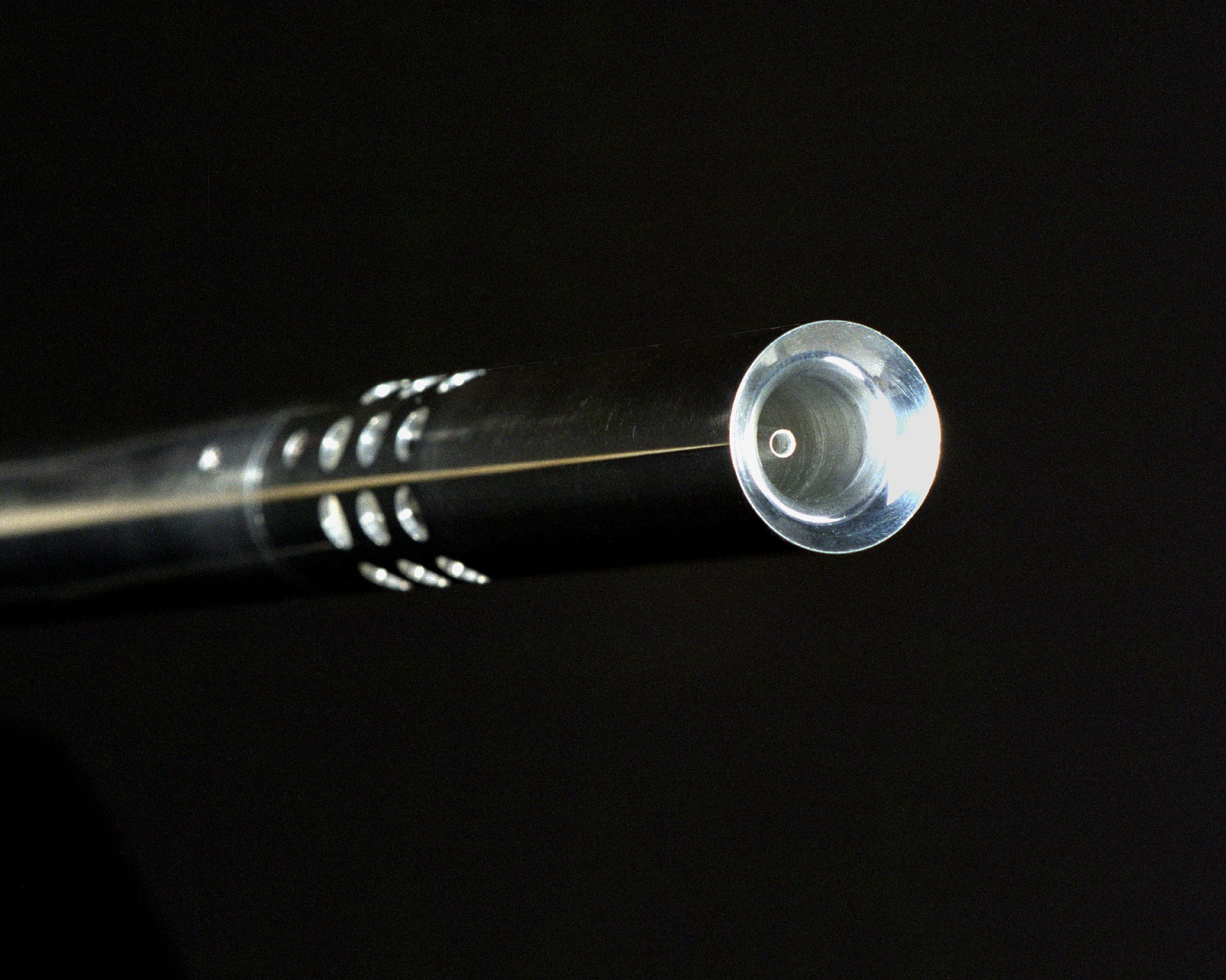
Sonde de Kiel du prototype X-31 (Kiel probe).

La sonde de Kiel est une évolution du Tube de Pitot. Il s'agit d'un outil de mesure de la pression totale.

## Historique
Cette sonde porte le nom de son inventeur, Georg Kiel, qui a publié un rapport sur une sonde de pression totale en 1935 pour le NACA.

## Technique

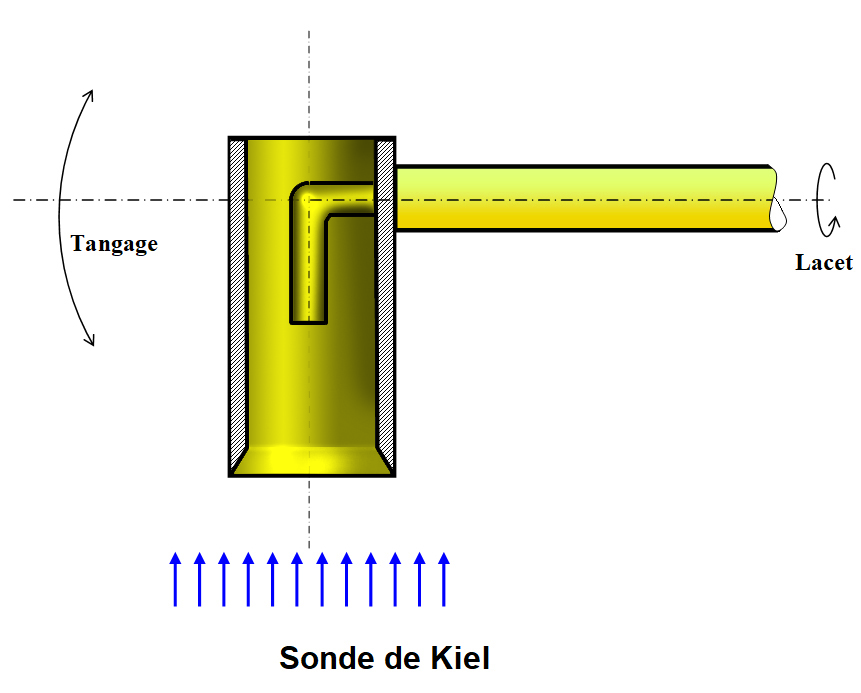
Sonde de Kiel

Ce type de sonde consiste en un Tube de Pitot caréné produisant un effet Venturi permettant de mesurer la pression totale même placé à un angle important par rapport à l'écoulement (tangage et lacet sur l'image ci-contre).
S'agissant d'une transformation adiabatique, on notera que la pression totale se conserve. En effet la pression dynamique augmente, mais la pression statique diminue.
Ce type de sonde présente pour avantage de ne pas être sensible aux grands angles d'incidence (2 % jusqu'à 40° d'incidence environ).

## Utilisation
Cette sonde est utilisée essentiellement en aéronautique. Elle est notamment utile pour caractériser l'écoulement interne des turbomachines. On notera aussi l’utilisation ponctuelle sur l'avion expérimental qu'est le Rockwell-MBB X-31. Le fait qu'elle ne soit pas chauffée est d'ailleurs un des facteurs du crash du premier de ces avions.
Ce type de sonde est également utilisé en formule 1 pour comprendre l'écoulement derrière les roues avant ou en amont de l'aileron arrière.

## Sources